# Paraponychus corderoi
Paraponychus corderoi är en spindeldjursart som först beskrevs av Baker och Pritchard 1962.  Paraponychus corderoi ingår i släktet Paraponychus och familjen Tetranychidae. Inga underarter finns listade i Catalogue of Life.